# Curlew Lake
Curlew Lake az Amerikai Egyesült Államok északnyugati részén, Washington állam Ferry megyéjében, a kanadai határon elhelyezkedő statisztikai település. A 2010. évi népszámlálási adatok alapján 462 lakosa van.

## Népesség
A 2010-es népszámláláskor  462 lakója, 206 háztartása és 152 családja volt. A népsűrűség 40,9 fő/km2. A lakóegységek száma 377, sűrűségük 33,4 db/km2. A lakosok 92,4%-a fehér, 1,1%-a afroamerikai, 1,1%-a indián,   1,7%-a egyéb, 3,7%-a pedig kettő vagy több etnikumú. A spanyol vagy latino származásúak aránya 4,5% (2,4% mexikói, 1,6% Puerto Ricó-i,  0,6% egyéb spanyol vagy latino származású.)
A háztartások 18,4%-ában élt 18 évnél fiatalabb. 62,6% házas, 6,8% egyedülálló nő, 4,4% egyedülálló férfi, 26,2% pedig nem család. 24,8% egyedül élt; 9,2%-uk 65 éves vagy idősebb. Egy háztartásban átlagosan 2,24 személy élt; a családok átlagmérete 2,59 fő.
A medián életkor 55,3 év volt. Lakóinak 18,6%-a 18 évesnél fiatalabb, 1,3% 18 és 24 év közötti, 17,3%-uk 25 és 44 év közötti, 30,9%-uk 45 és 64 év közötti, 30,3%-uk pedig 65 éves vagy idősebb. A lakosok 51,1%-a férfi, 48,9%-a pedig nő.